# Бланк, Анна Дмитриевна
Анна Дмитриевна Бланк (род. 12 января 1990) — российская легкоатлетка, специалистка по многоборьям. Выступала на профессиональном уровне в 2010-х годах, двукратная победительница Кубка Европы в командном зачёте, многократная победительница и призёрка первенств всероссийского значения, участница чемпионата Европы в помещении в Праге. Представляла Челябинскую область и Ставропольский край. Мастер спорта России международного класса. Преподаватель УралГУФК.

## Биография
Анна Бланк родилась 12 января 1990 года. Занималась лёгкой атлетикой под руководством тренеров В. Мирошниченко и С. В. Пугача.
Впервые заявила о себе на международном уровне в сезоне 2009 года, когда вошла в состав российской сборной и выступила на юниорском европейском первенстве в Нови-Саде, где в зачёте семиборья стала девятой.
В 2010 году в семиборье победила на молодёжной Спартакиаде в Саранске, выиграла бронзовую медаль на международном турнире в Нидерландах.
В 2011 году заняла восьмое место на чемпионате России в Чебоксарах и 11-е место на международном турнире в Германии.
В 2012 году стала четвёртой на командном чемпионате России в Адлере.
В 2013 году закрыла десятку сильнейших на зимнем чемпионате России в Волгограде, взяла бронзу на командном чемпионате России в Адлере.
В 2014 году в семиборье с личным рекордом в 6067 очков одержала победу на Кубке России в Адлере. На Кубке Европы по легкоатлетическим многоборьям в Торуне стала пятой в личном зачёте и тем самым помогла своим соотечественникам выиграть общий командный зачёт. Также была второй на международном турнире в Финляндии, первой на командном чемпионате России в Адлере, седьмой на турнире Décastar во Франции.
В 2015 году в пятиборье выиграла серебряную медаль на зимнем чемпионате России по многоборьям в Санкт-Петербурге. Благодаря этому успешному выступлению удостоилась права защищать честь страны на чемпионате Европы в помещении в Праге — в программе пятиборья установила личный рекорд 4489, расположившись в итоговом протоколе соревнований на 11-й строке. Позднее в семиборье победила на Кубке России в Адлере, заняла 18-е место на турнире Hypo-Meeting в Австрии. Принимала участие в Кубке Европы в Обане, где завоевала бронзовую награду в личном зачёте и вновь стала победительницей общего командного зачёта.
В 2017 году на командном чемпионате России в Адлере показала в семиборье 12-й результат.
За выдающиеся спортивные достижения удостоена почётного звания «Мастер спорта России международного класса».
Окончила Уральский государственный университет физической культуры, где впоследствии работала преподавателем на кафедре теории и методики лёгкой атлетики.